# Chlorurus strongylocephalus
Chlorurus strongylocephalus és una espècie de peix de la família dels escàrids i de l'ordre dels perciformes.

## Morfologia
Els mascles poden assolir els 70 cm de longitud total.

## Distribució geogràfica
Es troba des de l'Àfrica oriental fins al sud-oest d'Indonèsia i el Mar d'Andaman.